# Eunidia bicolor
Eunidia bicolor es una especie de escarabajo longicornio del género Eunidia, categorizada en la tribu Eunidiini, de la subfamilia Lamiinae. Fue descrita por Gardner en 1936.

## Descripción
Mide 7-9 mm de longitud.

## Distribución
Se distribuye por India.